# Бознанская, Ольга
Ольга Бознанская (пол. Olga Boznańska; 15 апреля 1865, Краков — 26 октября 1940, Париж) — польская художница.

## Жизнь и творчество
Ольга Бознанская родилась в семье железнодорожного инженера; её отец был поляком, а мать — француженкой. Училась рисунку с детства, брала уроки у художников Антона Пиотровского и Казимира Похвальского. С 1886 по 1890 год жила в Мюнхене. Так как женщин в мюнхенскую Академию изящных искусств не принимали, Бознанская брала частные уроки у Карла Крихендорфа и Вильгельма Дюрра.
О. Бознанская рисовала преимущественно портреты, натюрморты, пейзажи и жанровые сцены. В 1890-х годах, закончив обучение, молодая художница начала выставлять свои работы — в Мюнхене, Варшаве, Берлине, Вене. За картину «Портрет художника Павла Наумена» О.Бознанская на выставке в Вене получила золотую медаль; её «Портрет мисс Мэри Брэм» завоёвывает награду в Лондоне. В 1896 году она получила премию парижского Общества изящных искусств.
В 1898 году Бознанская вступила в Товарищество польских художников «Искусство». В том же году приехала в Париж. В 1900 году она на выставке в лондонской Новой Галерее удостоилась золотой медали и ей был присуждён приз на парижской Всемирной выставке. В том же году О. Бознанская рассталась с художником Юзефом Чайковским, с которым долгие годы была в близких отношениях.
В 1901 году состоялась выставка работ О. Бознанской в Питтсбурге. В 1907 году ей присуждается серебряная медаль питтсбургским институтом Карнеги. В 1912 году О.Бознанская, совместно с Клодом Моне и Огюстом Ренуаром, представляет Францию на выставке в Питтсбурге. В 1932 году художница в последний раз посещает Краков. В 1937 году на Всемирной выставке в Париже ей присуждается Гран-При. Участница венецианского биеннале 1938 года.
Похоронена на кладбище в Монморанси.

## Галерея

### Избранные работы

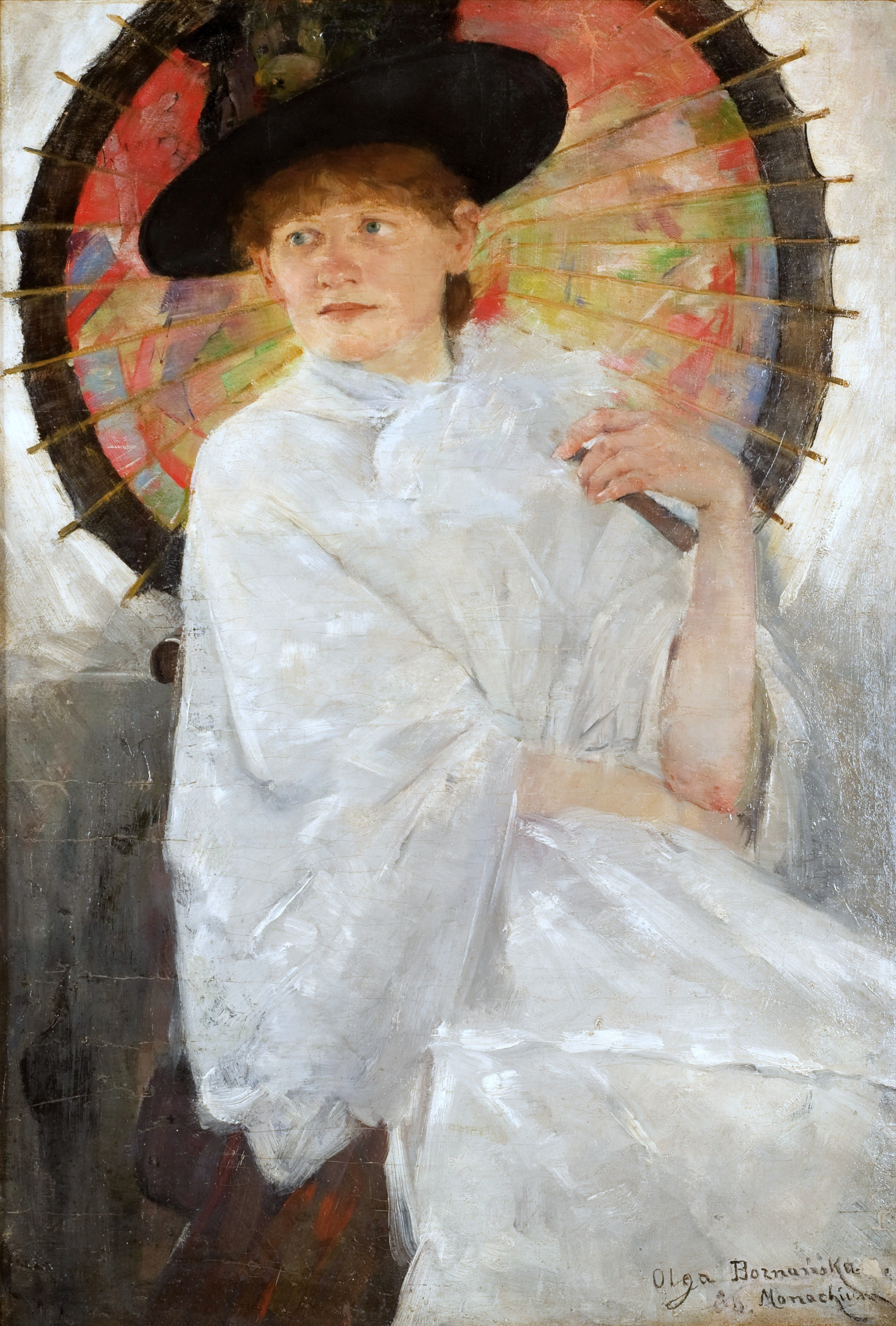
«Женщина с японским зонтиком» (1886)
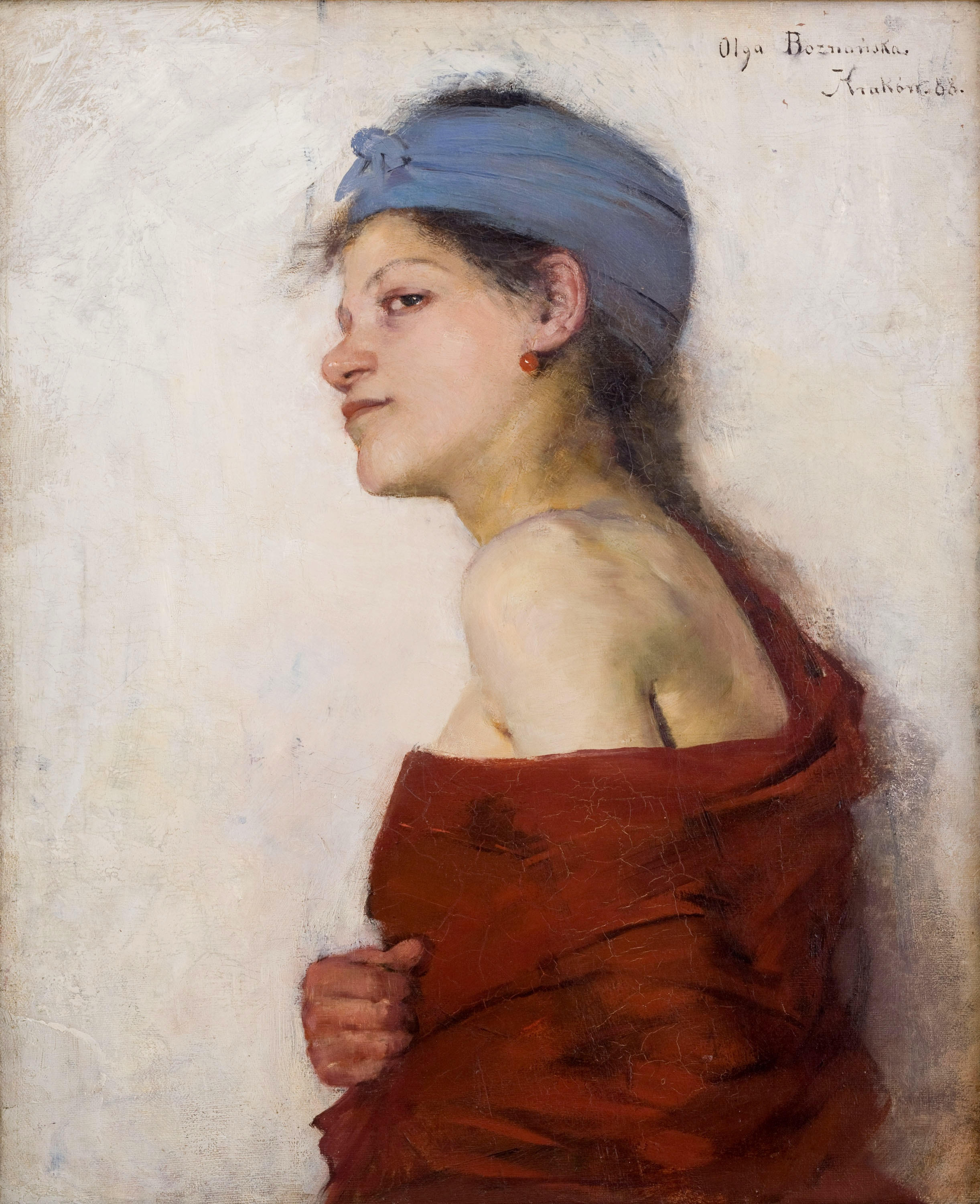
«Портрет женщины (Цыганка)» (1888)
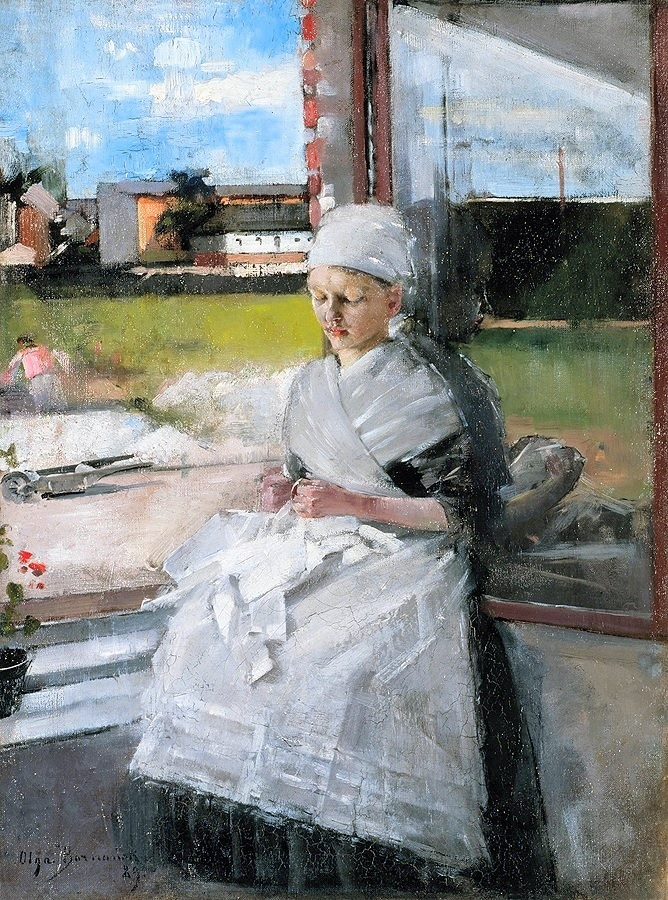
«Бретонка» (1889)
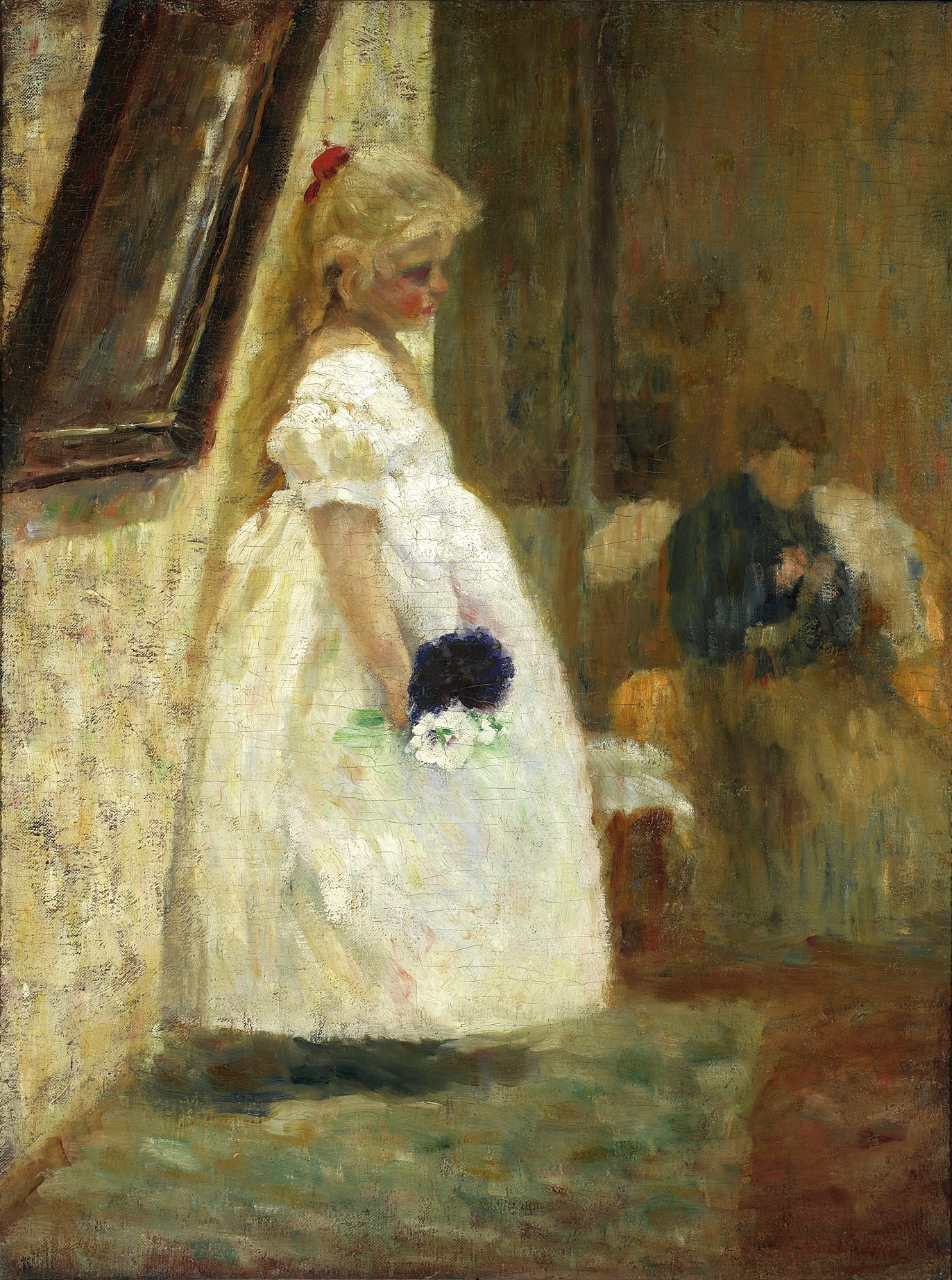
«Именины бабули» (1889)
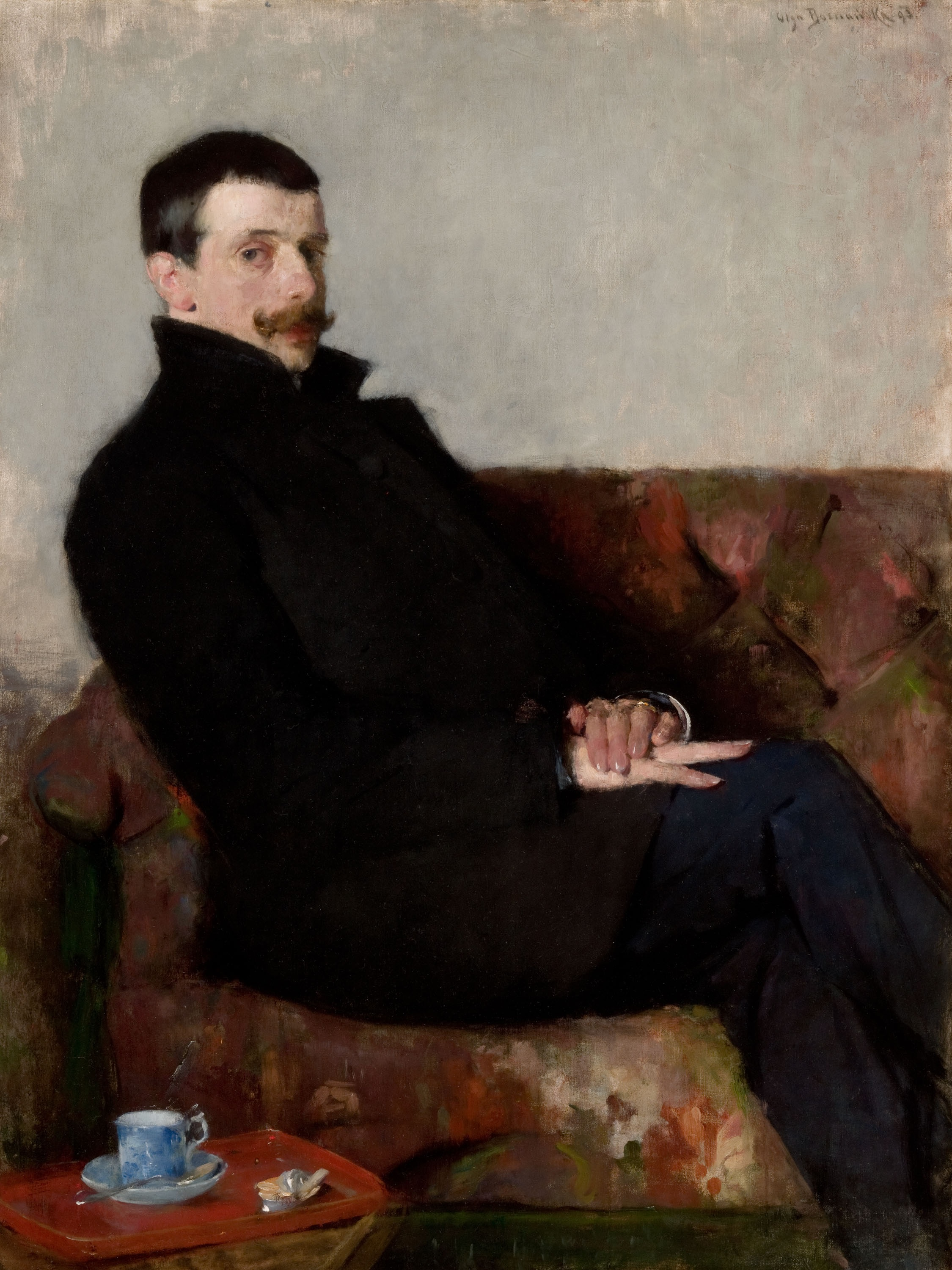
«Портрет художника Павла Наумена» (1893)
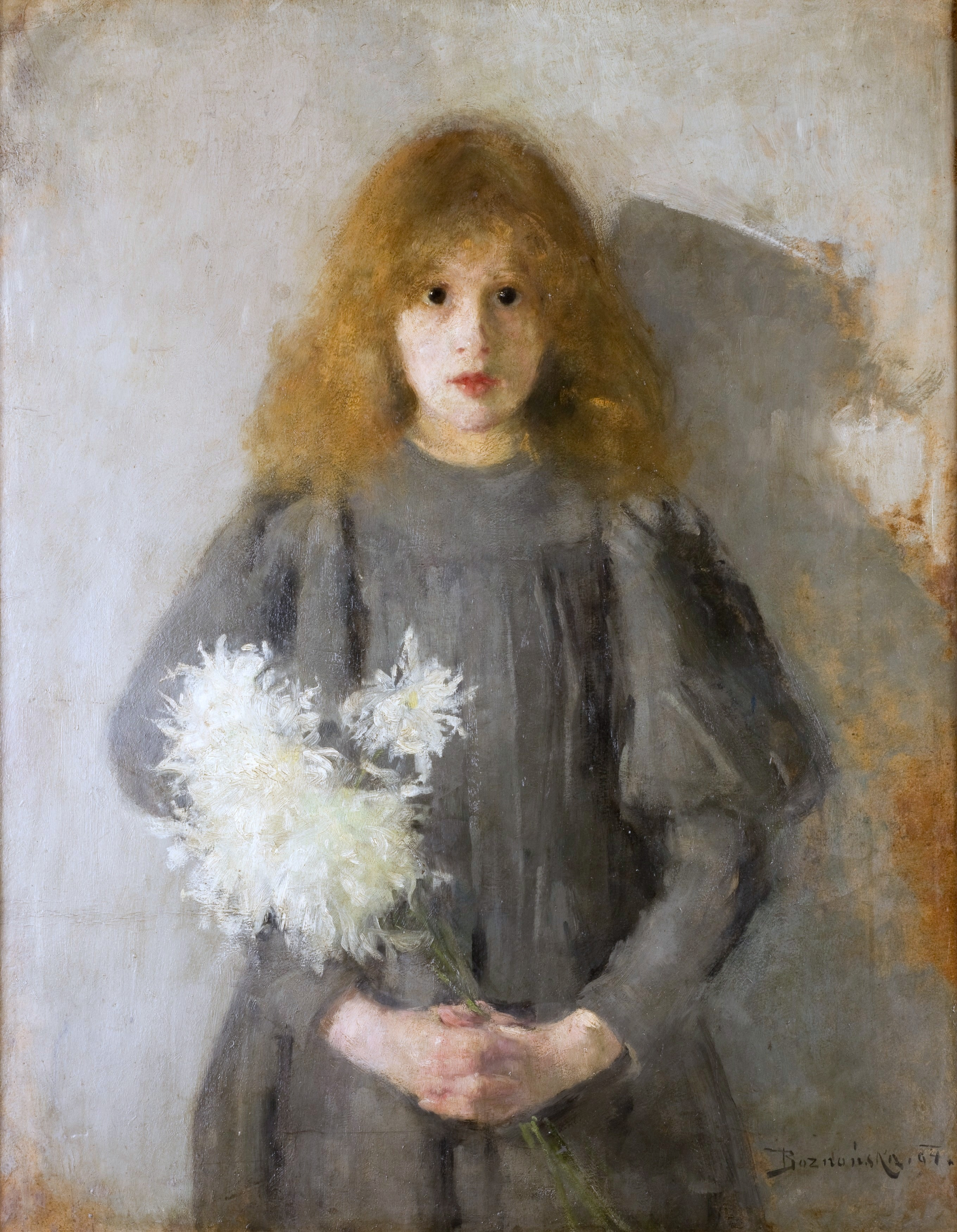
«Девочка с хризантемами» (1894)
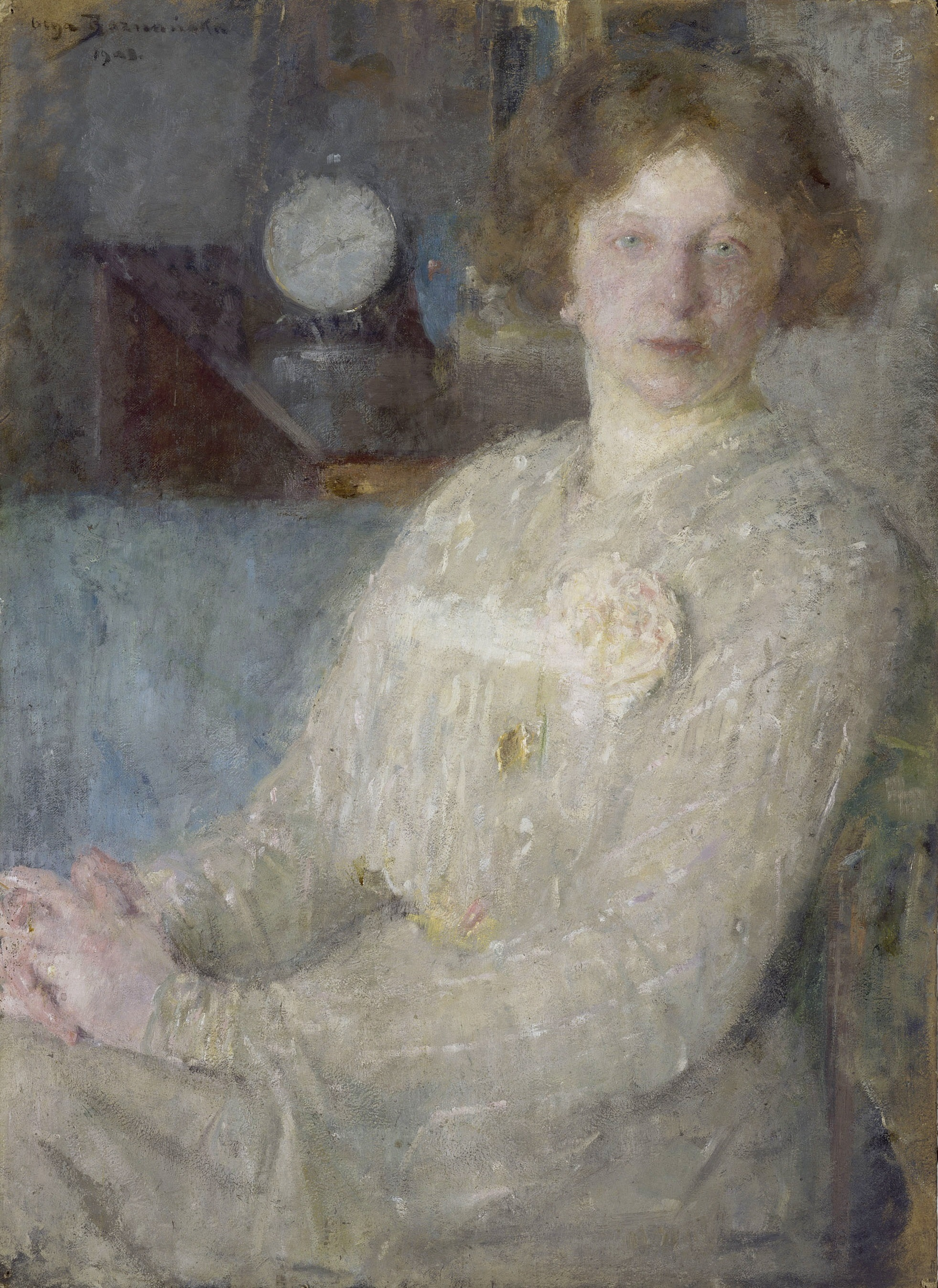
«Портрет пани Дыгат» (1903)
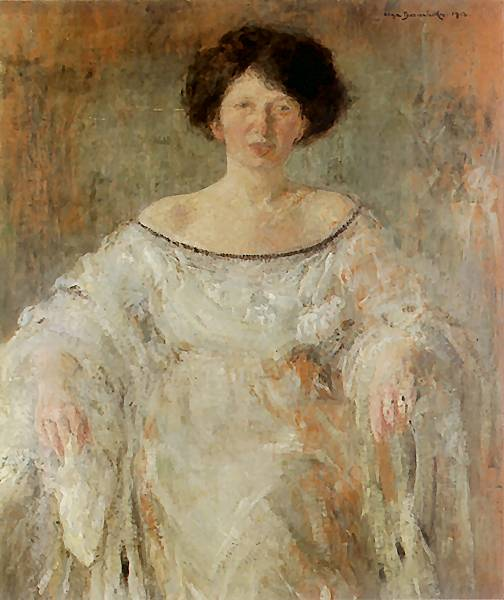
«Портрет молодой женщины в белом» (1912)
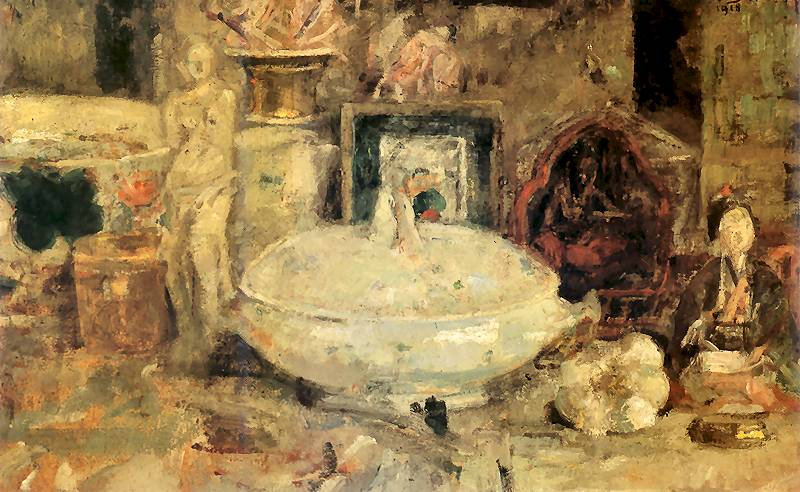
«Натюрморт с вазой» (1918)
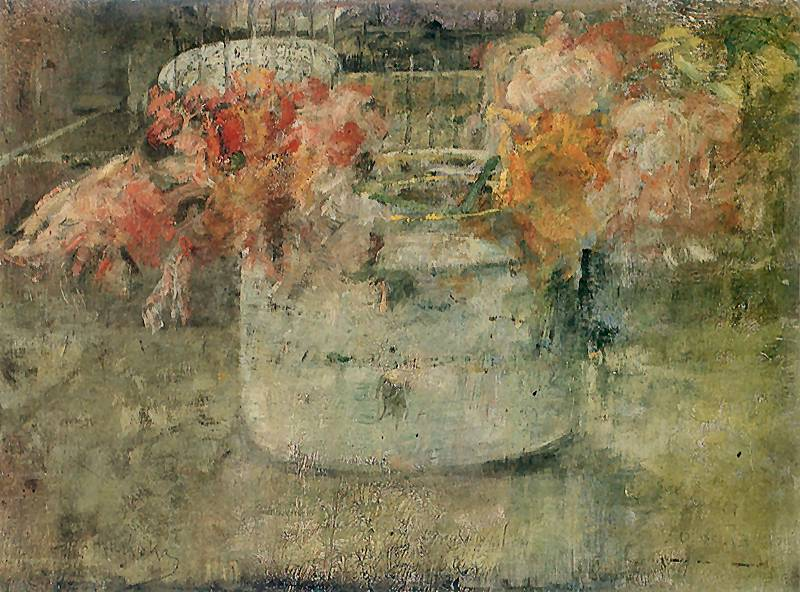
«Цветы» (1921)

## Награды
- Орден Почётного легиона (1912)
- Орден Возрождения Польши (1938)